# 314 هـ
314 هـ هي سنة في التقويم الهجري امتدت مقابلةً في التقويم الميلادي بين سنتي 926 و927.

## مواليد
- عبد الله بن محمد التجيبي

## وفيات
- محمد بن عمر بن لبابة
- محمد بن يحيى بن لبابة